# Myriozoum simplex
Myriozoum simplex är en mossdjursart som beskrevs av Busk 1884. Myriozoum simplex ingår i släktet Myriozoum och familjen Myriaporidae. Inga underarter finns listade i Catalogue of Life.